# Ulixes intermedius
Ulixes intermedius är en insektsart som beskrevs av Fowler 1904. Ulixes intermedius ingår i släktet Ulixes och familjen sköldstritar. Inga underarter finns listade i Catalogue of Life.